# Kościół Narodzenia Najświętszej Marii Panny i św. Szczepana w Potoku Złotym
Kościół Narodzenia Najświętszej Marii Panny i św. Szczepana pierwszego męczennika w Potoku Złotym – zabytkowy rzymskokatolicki
kościół filialny znajdujący się w Potoku Złotym, obecnie osiedlu typu miejskiego na Ukrainie, w rejonie buczackim na południu obwodu tarnopolskiego.
Świątynia wybudowana na rzucie krzyża jest przykładem obiektu powstałego wprawdzie w pierwszej połowie XVII w., ale posiadającego cechy gotyku.

## Historia

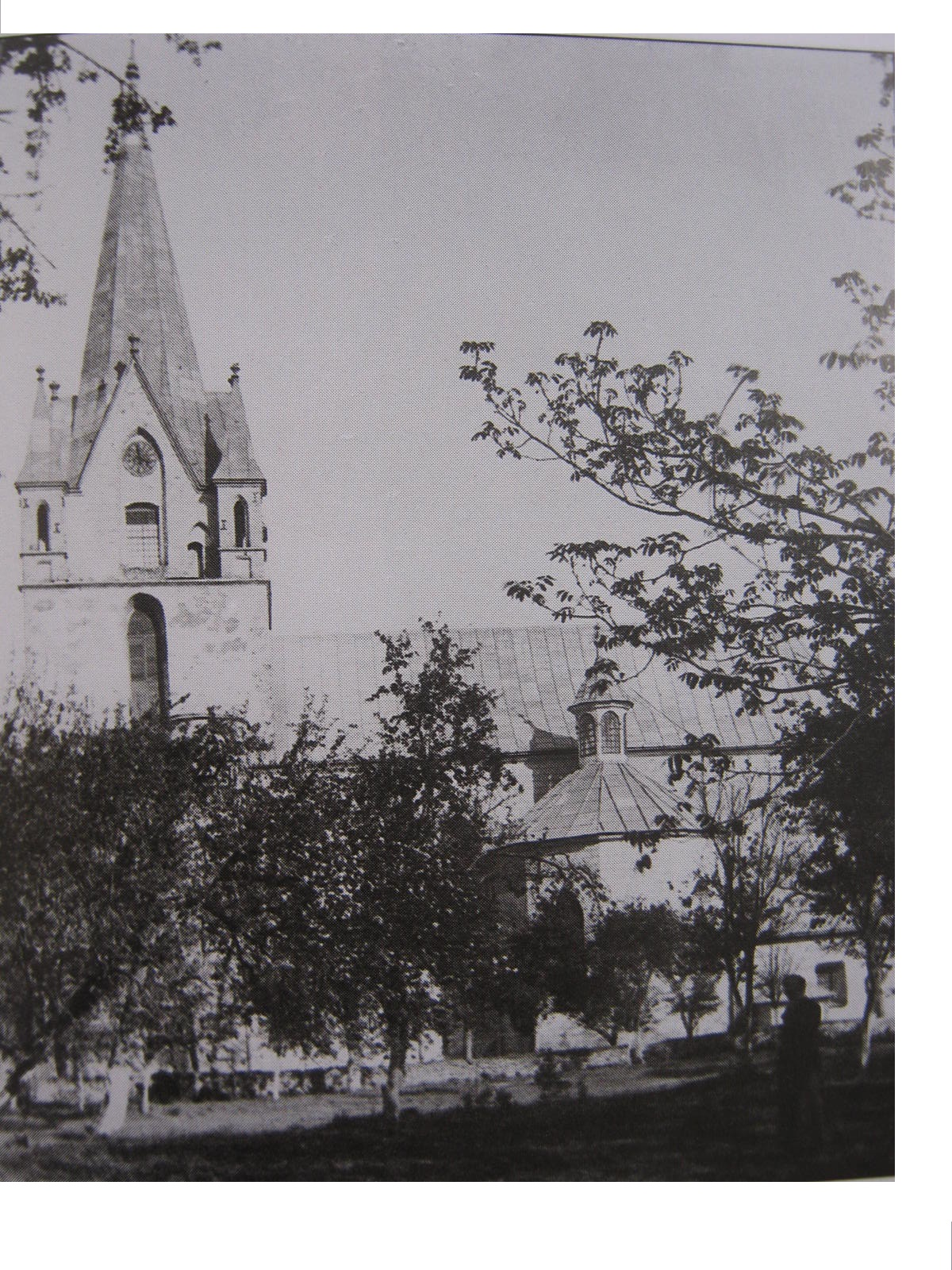
Fotografia kościoła przed dewastacją

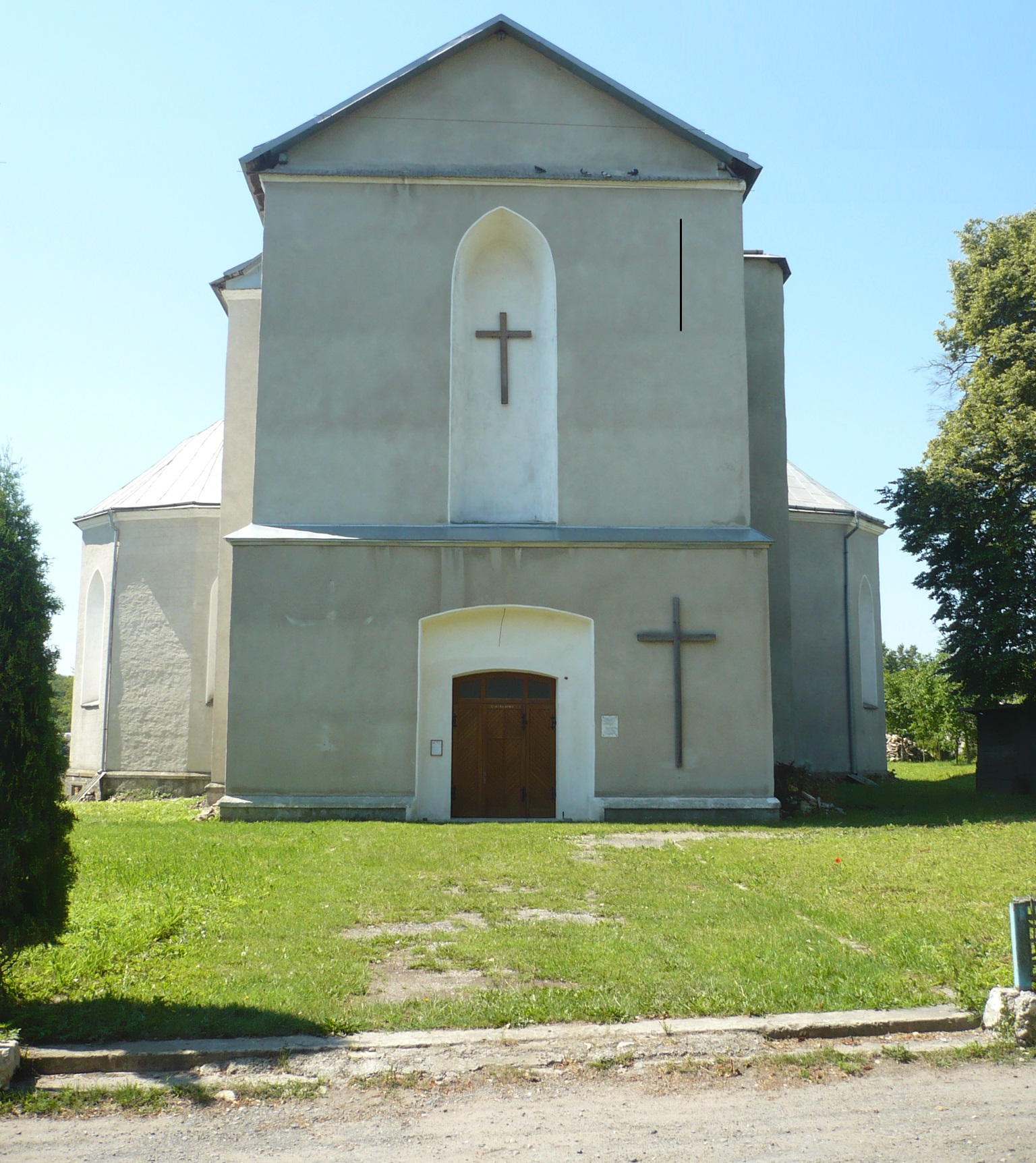
Fasada kościoła, 2016

Kościół został ufundowany przez właściciela Potoku Złotego Stefana Potockiego i jego żonę Marię Mohylankę.
Zdaniem Bohdana Janusza, świątynia została wzniesiona w roku 1634, natomiast według ukraińskiego badacza Serhija Jurczenki, powstała w latach 1611–1634, zaś według innych danych wybudowano ją w latach 1634–1665.
Na sklepieniach krzyżowo–żebrowych oraz na ścianach zachowały się freski z XVIII w. z legendą o herbie książąt Potockich. Autorstwo tych malowideł Jan Bołoz Antoniewicz przypisał Stanisławowi Stroińskiemu. Zbigniew Hornung uważał, iż był to malarz o znacznie mniejszej rozpiętości talentu.
Właściciel Potoku Złotego Mikołaj Bazyli Potocki ufundował ołtarz główny. W kaplicach bocznych (transeptowych) znajdowały się ołtarze, które należały do kręgu lwowskiej rzeźby rokokowej. Zbigniew Hornung przypisał je warsztatowi Jana Jerzego Pinsla, datował na lata 60. XVIII w. oraz zwrócił uwagę, że były one współczesnymi do ambony i ołtarza św. Judy Tadeusza w kościele w Buczaczu, ufundowanych przez Mikołaja Bazyliego Potockiego. Tomasz Zaucha uważa, że to jest to hipoteza prawdopodobna, jednak należało by rozważyć, czy nie były te zabytki dziełem Sebastiana Fesingera. Także ten badacz twierdzi, iż atrybucja rzeźb w kościele musi się stać przedmiotem ściślejszych badań.
Latarnia, w której umieszczono herby fundatorów, wieńcząca kaplicę w tym kościele, ma odpowiedniki w kaplicy zamkowej w Brzeżanach wraz z jej dekoracją architektoniczną; w mauzoleach Wojciecha Humieckiego przy kościele dominikanów w Kamieńcu Podolskim oraz Zofii Zamiechowskiej, w kościele Trójcy Świętej w Podhajcach.
W 1886 roku architekt Giovanni Battista Ferrari z Monasterzysk wykonał projekt nadbudowy wieży nad wejściem do kościoła. W 1889 mistrz Wolf Hayber ze Lwowa zakończył nakrycie wieży oraz kościoła blachą.
Częściowo zrujnowany w okresie Ukraińskiej SRR po wysiedleniu z tych ziem Polaków, m.in. w 1954 roku kościół przebudowano na kino, burząc wieżę. Do 1945 kapłanem w Złotym Potoku był ks. Roman Pietruski.
Został zwrócony katolikom obrządku rzymskiego. Wyremontowany po upadku ZSRR z inicjatywy polskiego duchownego i działacza kresowego ks. Ludwika Rutyny i ks. Marcina Strachanowskiego; obecnie kościół filialny, proboszczem parafii jest ks. Dariusz Piechnik.
Najbliższe analogie kościoła Trójcy Świętej w Podhajcach to świątynie w Janowie Trembowelskim oraz w Potoku Złotym (1631).
Fundator Stefan Potocki został pochowany w krypcie w kościele. Można wnosić, że świątynia była mauzoleum krewnych fundatora.